# Matança dels Innocents
Es coneix com la Matança dels Innocents els fets relatats a l'Evangeli segons Mateu i en alguns evangelis apòcrifs segons els quals el rei Herodes el Gran va manar assassinar tots els nens de menys de dos anys de Betlem i la seva rodalia per tal de matar Jesús. Amb aquesta matança es compliria una profecia del profeta Jeremies sobre l'arribada del Messies. Dins el cristianisme es commemora aquest relat bíblic al dia dels sants innocents. Molts historiadors moderns neguen la historicitat de l'episodi, ja que no es troba en cap altra font, ni als altres evangelis ni a l'obra de Josep Flavi, principal font per a la història jueva de l'època.

## Culte

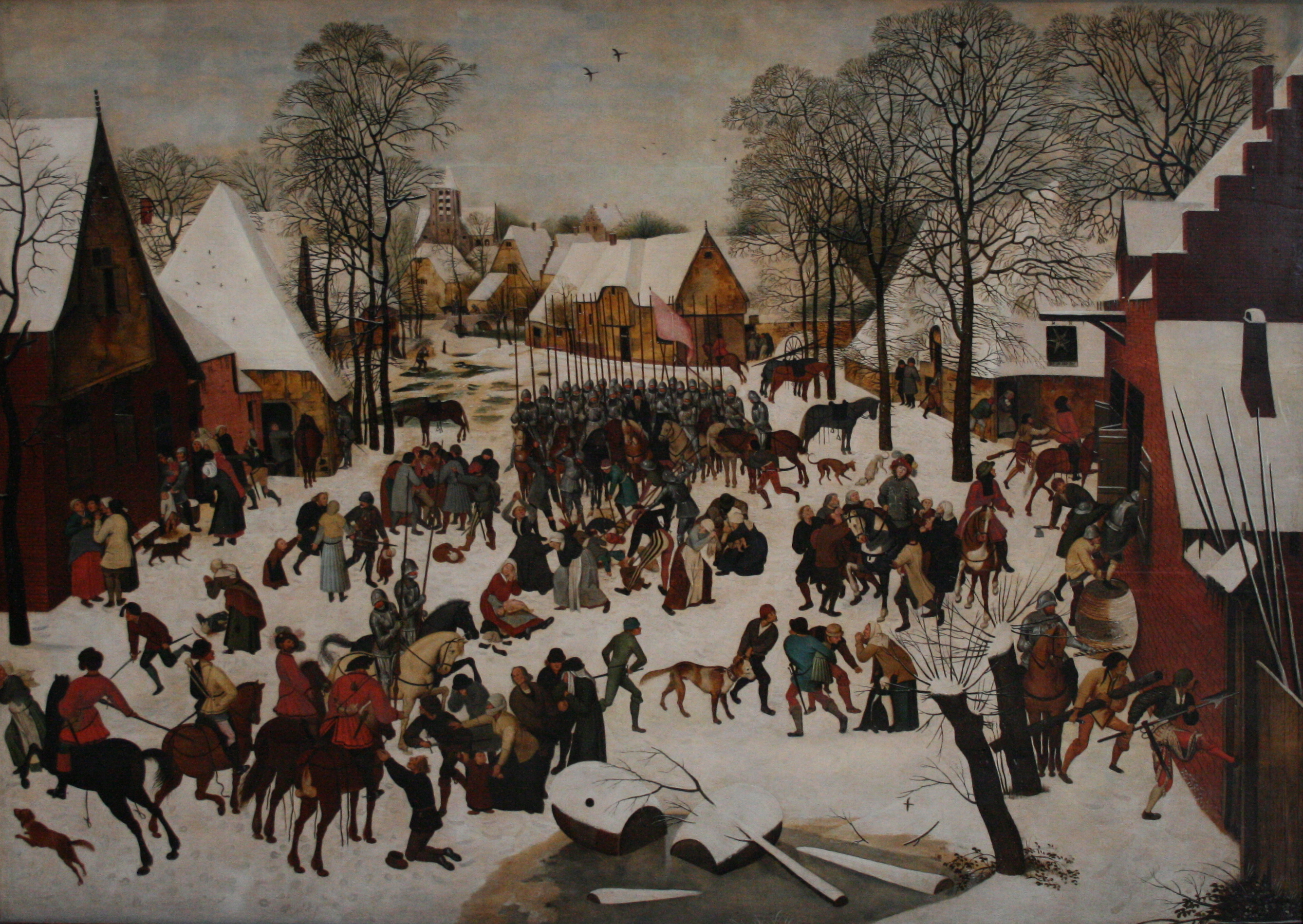
Matança dels Innocents, Pieter Brueghel II.

Les esglésies cristianes veneren aquests nens morts com els primers màrtirs del cristianisme, amb el nom de Sants Innocents. La festivitat litúrgica és el 28 de desembre a l'Església Catòlica Romana, que la commemorava ja el 485, l'Església d'Anglaterra i l'Església Luterana. Les esglésies Siríaca Ortodoxa, Maronita, Catòlica Caldea, i Catòlica Siro-Malabar commemoren la festivitat el 27 de desembre. L'Església Ortodoxa els recorda el 29 de desembre.